# تشيستر بروير
تشيستر بروير (بالإنجليزية: Chester Brewer)‏ هو مدرب كرة سلة أمريكي، ولد في 26 نوفمبر 1875 في أوسو في الولايات المتحدة، وتوفي في 16 أبريل 1953.

## وصلات خارجية
- تشيستر بروير على موقع كلية كرة السلة في سبورتس رفرنس.كوم (الإنجليزية)